# The Queen's College
Pour les articles homonymes, voir Queen's.
The Queen's College, souvent appelé Queen's, est l'un des 39 collèges de l'université d'Oxford au Royaume-Uni. Il a été créé en 1341 par Robert de Eglesfield en l'honneur de la reine Philippa de Hainaut.
Il comporte 304 undergraduates et 133 graduates, et est jumelé avec Pembroke College, Cambridge. Parmi ses anciens élèves se trouvent l'acteur Rowan Atkinson, le philosophe Jeremy Bentham, l'inventeur du World-Wide-Web Tim Berners-Lee et l'astronome Edmond Halley.

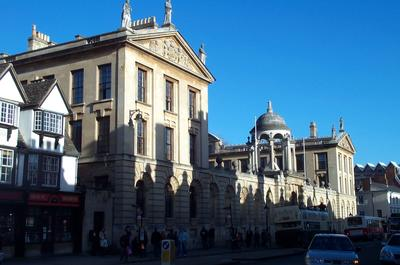
Queen's College.

## Anciens élèves
- Joseph Addison
- Rowan Atkinson
- Jeremy Bentham
- Tim Berners-Lee
- Vere Gordon Childe
- Edmund Halley
- Henri V (roi d'Angleterre)
- Edwin Hubble
- David Edward Jenkins
- Roger Liddle
- Thomas Middleton
- Daniel Moylan
- John Rushworth

## Films tournés au Queen's College
- À la croisée des mondes : La Boussole d'or de Chris Weitz[1]
- Mohabbatein d'Aditya Chopra[2]